# Résolution 1764 du Conseil de sécurité des Nations unies
Membres permanents
- Chine
- États-Unis
- France
- Royaume-Uni
- Russie

Membres non permanents
- Afrique du Sud
- Belgique
- Congo
- Ghana
- Indonésie
- Italie
- Panama
- Pérou
- Qatar
- Slovaquie

Résolution no 1763 Résolution no 1765
La résolution 1764 du Conseil de sécurité des Nations Unies a été adoptée à l'unanimité le 29 juin 2007, agrée à la nomination de Miroslav Lajčák en tant que Haut représentant international en Bosnie-Herzégovine, pour remplacer Christian Schwarz-Schilling, en poste depuis le 1er février 2006.
Le Conseil de sécurité a remercié Christian Schwarz-Schilling pour son travail en tant que Haut Représentant et accueil avec satisfaction la désignation de son successeur par le Comité directeur du Conseil de mise en œuvre de la paix, prévu par les Accords de Dayton.
Le Conseil réaffirme l'importance du Haut Représentant pour assurer la mise en œuvre des Accords de Dayton et que ce dernier est l'autorité d'interprétation en dernier ressort de l'annexe 10 des Accords de paix concernant les aspects civils de leur mise en œuvre.

## Voir également
- Guerres de Yougoslavie
- Guerre de Bosnie-Herzégovine